# Bunuri mobile din domeniul numismatică clasate în patrimoniul cultural național al României aflate în județul Brașov
Acestă listă conține bunurile mobile din domeniul numismatică clasate în Patrimoniul cultural național al României aflate la momentul clasării în județul Brașov.

## Tezaur
| Foto | Informații generale           | Detalii tehnice | Descriere | Deținător                          | Legături |
| ---- | ----------------------------- | --- | --- | ---------------------------------- | -------- |
|      | Medalie cu panglică și rozetă | Datare: 3/4 XIX Școală: atelier bucureștean Dimensiuni: D: 40 Material: metal comun; email; textil                                          | Medalie primită de ofițerul Moise Groza (1844-1919) căsătorit cu fiica lui Mureșianu Iacob (1812-1877). Medalia i-a fost conferită pentru merite militare din timpul Războiului de Independență. Medalia face parte din Ordinul Coroana României, ofițer, tipul I (1881-1932). Acest ordin a avut cinci grade: cavaler, ofițer, comandant, mare ofițer și Marea Cruce. Medalia este confecționată din metal comun, brațele crucii sunt din email roșu maltez cu margine albă, central are un medalion. Pe emailul circular al medalionului de pe avers este inscripționat:"1866 1877 1881" și central inscripția: "10 MAIU". Pe revers central este aplicată coroana regală și lipsește emailul circular al medalionului cu inscripția: "Prin noi înșine 14 martie 1881". Pe panglica albastră cu dungi albe este aplicată o rozetă. | Muzeul „Casa Mureșenilor”, Brașov  | Cimec    |
|      | Drahmă                        | Datare: sec. III - II î. Hr. Școală: Mesambria Pontică Descoperit: jud. Brașov, com. Augustin, Augustin, Tipia Ormenisului Material: AE     | Descriere avers: Cap femeie tânără, profil dreapta, cu diademă. Descriere revers: Atenă în picioare stânga, cu coif, scut și lovind cu lancea. Legendă revers: MEΣΑΜ / ΒΡΙΑΝΩ[N] | Muzeul Județean de Istorie, Brașov | Cimec    |
|      | Drahmă                        | Datare: sec. II - I î. Hr. Școală: Dyrrhachium Descoperit: jud. Brașov, com. Hârseni, Copăcel, La Gheorghești Material: AR                  | Descriere avers: Sus vultur în zbor spre dr; jos vacă spre dreapta privind spre stâng, alăptând vițelul. Descriere revers: Pătrat cu laturile duble și colțurile globulare, împărțit în două dreptunghiuri. Legendă revers: ΔΥΡ-ΦΙ ΛO-[ ΔΑΜ] OΓ | Muzeul Județean de Istorie, Brașov | Cimec    |
|      | Drahmă                        | Datare: sec. II - I î. Hr. Școală: Dyrrhachium Descoperit: jud. Brașov, com. Hârseni, Copăcel, La Gheorghești Material: AR                  | Descriere avers: Sus două profile stelare. Jos vacă spre dreapta privind spre stânga și alăptând vițelul. Descriere revers: Pătrat cu laturile duble și colțurile globulare împărțit în două dreptunghiuri. Legendă revers: ΔΥΡ-ΦΙ Λ-ΛΙ [?] | Muzeul Județean de Istorie, Brașov | Cimec    |
|      | Denar - imitație              | Datare: Sec. I î. Hr. - I d. Hr. Școală: Dacia Descoperit: jud. Brașov, com. Augustin, Augustin, Tipia Ormenisului Material: AE argintat    | Descriere avers: Cap Roma, profil dreapta, coif înaripat, piele pe umăr. Descriere revers: Victoria în quadrigă galop spre dreapta ținând frâul și ramura de palmier. Jos X Descriere exergă: inscripția M T V L I Legendă revers: M T V L I | Muzeul Județean de Istorie, Brașov | Cimec    |
|      | Drahmă                        | Datare: sec. I î.Hr. Școală: Dyrrhachium Descoperit: jud. Brașov, com. Augustin, Augustin, Tipia Ormenisului Material: AR                   | Descriere avers: Vacă spre dreapta, privind spre stânga, alăptând vițelul. Cerc perlat. Descriere revers: Pătrat cu chenar dublu și colțuri globulare. Cerc perlat. Legendă revers: [ΔΥΡ - ΛΥ] -ΚΙΣ/ΚΟΥ | Muzeul Județean de Istorie, Brașov | Cimec    |
|      | Drahmă                        | Datare: sec. III - II î.Hr. Școală: Abdera Descoperit: jud. Brașov, com. Augustin, Augustin, Tipia Ormenisului Material: AE cu strat billon | Descriere avers: Cap Apollo, profil dreapta, într-un pătrat. Cerc perlat. Descriere revers: Grifon culcat dreapta, cu aripile întinse, cioc închis, labă ridicat; jos măciuca lui Hercule Descriere exergă: YΔCI Legendă revers: YΔCI (?) | Muzeul Județean de Istorie, Brașov | Cimec    |